# Sopwith Baby
El Sopwith Baby fue un hidroavión monoplaza británico que fue operado por el Real Servicio Aéreo Naval (RNAS) desde 1915.

## Diseño y desarrollo
El Baby (también conocido como Admiralty 8200 Type) fue un desarrollo del Sopwith Schneider de dos asientos. El Baby utilizaba una estructura de madera con revestimiento de tela. Se instaló una ametralladora Lewis, ya fuera encima del fuselaje disparando a través del arco de la hélice sin el beneficio de la sincronización, o sobre el ala superior, disparando por encima de ella. Para cumplir con las condiciones más exigentes de 1916-18, se realizaron más modificaciones en los aviones construidos por Blackburn Aircraft en Leeds, Reino Unido. Una variante modificada del Baby, el Hamble Baby, fue construido por Fairey y Parnall.
El Real Servicio Aéreo Naval encargó 286 Sopwith Baby, de los cuales 100 fueron construidos por Sopwith en Kingston, y 186, por Blackburn Aircraft en Leeds y otros para exportación. La fabricación bajo licencia también fue realizada en Italia por SA Aeronautica Gio Ansaldo de Turín, que construyó 100 ejemplares para la Aviazione della Regia Marina italiana.

## Historia operacional
El Baby se utilizó como avión de reconocimiento y bombardero a bordo de portahidroaviones y cruceros, así como como arrastreros navales y minadores. Muchos Baby fueron destinados a estaciones aéreas costeras del RNAS ubicadas en Inglaterra y Escocia, y a estaciones del RNAS en Egipto, Grecia e Italia.
Una función importante del Baby era advertir sobre las incursiones de zepelines alemanes lo más lejos posible de Gran Bretaña, además de rastrear los movimientos navales alemanes.
Los Baby también entraron en servicio en las armadas de Estados Unidos, Francia, Chile, Grecia y Noruega . En Noruega se construyeron más Baby como reemplazo, y algunos estuvieron en servicio hasta 1930. Dos de los 10 hidroaviones Sopwith Baby adquiridos por el Servicio Aéreo de la Real Marina Noruega fueron llevados a Svalbard en el verano de 1928 para participar en la búsqueda del explorador polar noruego perdido Roald Amundsen, pero no se utilizaron en la misma.

## Operadores
Australia
- Armada Real Australiana: operó un ejemplar (con una tripulación del Servicio Aéreo Naval Real) en 1917 desde el crucero HMAS Brisbane.

 Chile
- Armada de Chile: operó 3 ejemplares entre 1919 y 1923.[5]

 Estados Unidos
- Armada de los Estados Unidos

 Francia
- Armada francesa: operó 33 ejemplares entre 1916 y 1919.

 Grecia
- Armada Griega: operó 19 ejemplares entre 1918 y 1919.

 Italia
- Aviazione della Regia Marina: 102 ejemplares desde 1917-1923 (incluyendo 2 aviones de pruebas desde el Reino Unido).[6]

 Japón
- Servicio Aéreo de la Armada Imperial Japonesa: operó 1 ejemplar desde 1916.

 Noruega
- Servicio Aéreo de la Marina Real Noruega: operó 10 ejemplares entre 1917 y 1931.

 Países Bajos
- Servicio de Aviación Naval Holandés: 1 ejemplar de 1916 a 1919. Un avión del RNAS aterrizó forzosamente a cuarenta millas de la costa holandesa y fue remolcado e internado.

 Reino Unido
- Real Servicio Aéreo Naval
- Real Fuerza Aérea

## Supervivientes

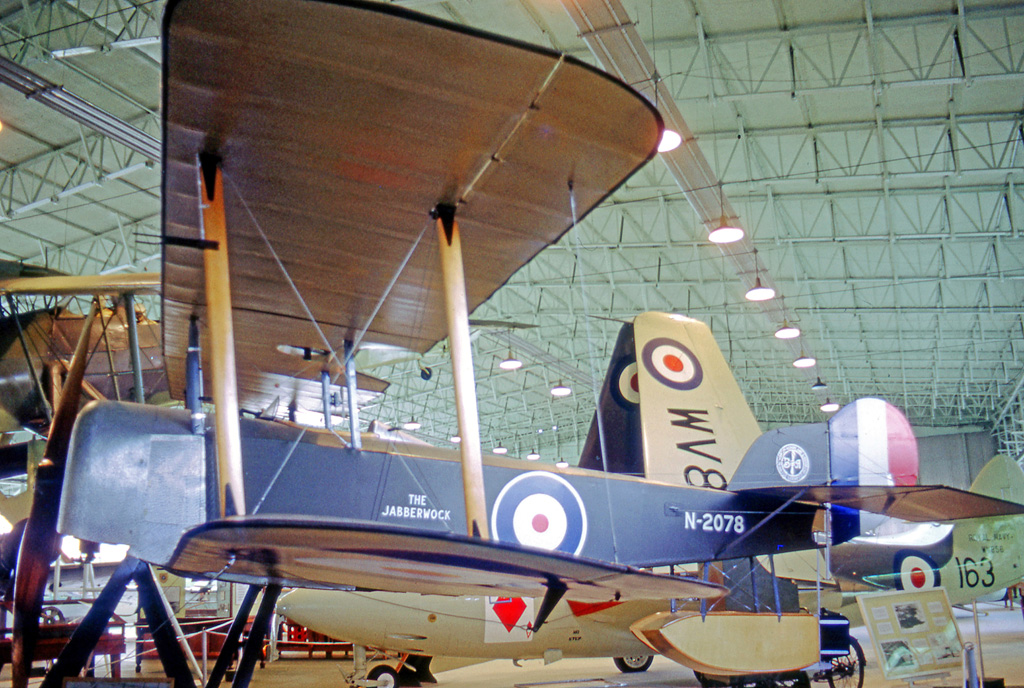
Baby compuesto con piezas originales, expuesto en el Fleet Air Arm Museum.

Los componentes originales de dos Baby construidos por Sopwith, los número 8214 y 8215, se han utilizado para completar un avión compuesto exhibido en el Fleet Air Arm Museum en RNAS Yeovilton, Somerset. La exhibición ha sido marcada con el número de serie N-2078, que fue un avión construido por Blackburn, y ha recibido el nombre de Jabberwock.

## Especificaciones
Referencia datos: Jane's Vintage Aircraft Recognition Guide

### Características generales
- Tripulación: Uno (piloto)
- Longitud: 7 m (23 ft)
- Envergadura: 7,8 m (25,7 ft)
- Altura: 3,1 m (10 ft)
- Superficie alar: 22 m² (236,8 ft²)
- Peso vacío: 556 kg (1225,4 lb)
- Peso cargado: 778 kg (1714,7 lb)
- Planta motriz: 1× motor rotativo de 9 cilindros refrigerado por aire Clerget 9Z.
  - Potencia: 82 kW (113 HP; 112 CV)
- Hélices: Bipala de paso fijo

### Rendimiento
- Velocidad máxima operativa (Vno): 160 km/h (99 MPH; 86 kt) a nivel del mar
- Alcance: 2 h 15 min
- Techo de vuelo: 3000 m (9843 ft)
- Régimen de ascenso: 1,5 m/s (285 ft/min)

### Armamento
- Ametralladoras: 

  - 1x Lewis de 7,7 mm
- Bombas: 

  - 2 de 29 kg

## Aeronaves relacionadas

### Desarrollos relacionados
- Sopwith Tabloid
- Fairey Hamble Baby
- Port Victoria P.V.1

### Secuencias de designación
- Secuencia Numérica (interna del Almirantazgo británico): ← 880 - 1000 - 1600 - 8200 - 9400 - 9700 - 9901